# شاتانه
شاتانه (به لاتین: Shtanë) یک روستا در آلبانی است که در مال‌زی واقع شده‌است. شاتانه ۵۸۵ نفر جمعیت دارد.